# Pokój z widokiem (film 1986)
Pokój z widokiem (ang. A Room with a View) – brytyjski film obyczajowy z 1986 roku w reżyserii Jamesa Ivory’ego. Ekranizacja powieści pod tym samym tytułem autorstwa E.M. Forstera, zaliczana do nurtu tzw. heritage films.
Zdjęcia do filmu kręcono we Florencji, w Londynie oraz w wiosce Brasted Chart w hrabstwie Kent.

## Fabuła
Rok 1907. Lucy Honeychurch, młoda Angielka z zamożnej rodziny, przybywa do Florencji ze swoją kuzynką Charlotte jako przyzwoitką. Zatrzymują się w pensjonacie „Bertolini”, ale – ku ich rozczarowaniu – otrzymują pokój, którego okna wychodzą na podwórko, a nie na rzekę Arno. Emerytowany dziennikarz, pan Emerson, proponuje paniom zamianę pokojów, gdyż z tego, który zajmuje razem z synem George’em, rozciąga się wspaniały widok. Następnego dnia Lucy spotyka młodego Emersona w trakcie zwiedzania miasta. Podczas przejażdżki do Fiesole, w której oprócz Lucy i Charlotte biorą udział także Emersonowie, pastor Beebe, wielebny Eager i pisarka panna Lavish, George po raz pierwszy ma okazję pocałować Lucy. Całą scenę obserwuje Charlotte. Po powrocie do pensjonatu ostrzega kuzynkę przed „bezwzględnymi podrywaczami” w typie George’a i uniemożliwia młodzieńcowi dalsze kontakty z Lucy.
Pobyt we Włoszech szybko dobiega końca i obie damy wracają do Anglii. Na Lucy czeka tam już Cecil Vyse. Dziewczyna nie kocha go, lecz zaręcza się z nim zgodnie z wolą rodziny. Do posiadłości sąsiadującej z majątkiem Honeychurchów sprowadzają się tymczasem Emersonowie, którym nieświadom niczego Cecil zaproponował jej wynajęcie.

## Obsada
- Maggie Smith – Charlotte Bartlett
- Helena Bonham Carter – Lucy Honeychurch
- Denholm Elliott – Pan Emerson
- Julian Sands – George Emerson
- Simon Callow – Pan Beebe
- Patrick Godfrey – Pan Eager
- Judi Dench – Eleanor Lavish, pisarka
- Fabia Drake – Panna Catharine Alan
- Joan Henley – Panna Teresa Alan
- Amanda Walker – The Cockney Signora
- Daniel Day-Lewis – Cecil Vyse
- Maria Britneva – Pani Vyse, matka Cecila
- Rosemary Leach – Pani Honeychurch, matka Lucy
- Rupert Graves – Freddy Honeychurch, brat Lucy
- Peter Cellier – sir Harry Otway
- Mia Fothergill – Minnie Beebe

i inni

## Wersja polska
Wersja polska: Start International Polska

Dialogi i reżyseria: Maria Horodecka

Dźwięk i montaż: Sławomir Czwórnóg

Kierownictwo produkcji: Elżbieta Araszkiewicz

Opracowanie muzyczne: Marek Klimczuk

Słowa piosenek: Marek Robaczewski

Nagranie wersji polskiej: Studio Sonica

W wersji polskiej wystąpili:
- Agata Gawrońska – Lucy Honeychurch
- Ewa Kania – Charlotte Bartlett
- Ewa Wawrzoń – Matka
- Janusz Bukowski – Pan Emerson
- Ryszard Nawrocki – Pastor Beebe
- Jacek Borkowski – Cecil Vyse
- Andrzej Zieliński – George Emerson
- Jolanta Wołłejko – Panna Lavish
- Andrzej Gawroński – Pastor Eager
- Maria Homerska – Panna Catharine Alan
- Barbara Lanton – Panna Teresa Alan
- Zofia Gładyszewska – Panna Vyse
- Jacek Bończyk – Freddy Honeychurch
- Józef Mika – Floyd
- Ryszard Olesiński – przewodnik

i inni
Piosenki śpiewali: 
- Beata Jankowska
- Jacek Bończyk

## Nagrody
- Oscar 1987 – za najlepszy scenariusz, adaptację utworu literackiego i kostiumy oraz nominacja za rolę drugoplanową dla Maggie Smith.
- BAFTA 1986 – za najlepszy film i role kobiece dla Maggie Smith i Judi Dench.
- Złoty Glob 1986

## Powieść
Wydany w 1908 roku Pokój z widokiem był trzecią powieścią w dorobku Edwarda Morgana Forstera. 28-letni wówczas angielski autor napisał ją po swym pierwszym pobycie we Włoszech, zachwycony tym krajem, jego kulturą, zabytkami i mieszkańcami.